# David Brainerd
David Brainerd, född 1718 och död 1747, var en amerikansk missionär.
Brainerd verkade 1744-1747 i ett skotskt missionssällskaps tjänst bland indianstammarna Lenni Lenape i Delaware. Han var en karismatisk religiös personlighet, och skapade en starkt moraliskt betonad väckelserörelse bland indianerna. Efter hans död publicerade hans vän J. Edward levnadsteckningen An accout of the life of David Brainerd (1749, i flera upplagor), som fick stor betydelse som inspiration för andra missionärer. Missionärer som William Carey, Samuel Marsden, Henry Martyn har sagt sig ha inspirerats av Brainerd i sin missionsgärning.